# Dogana (San Marino)
Dogana (Dughena in romagnolo nella variante sammarinese) è una curazia del castello di Serravalle, nella Repubblica di San Marino.
Al confine con l'Italia si trova dal 1996 il Ponte di Confine.

## Geografia fisica
È situata all'estremo nord della Repubblica nei pressi del confine di stato con l'Italia e lungo la superstrada che collega Città di San Marino con Rimini.

## Origine del nome
Il toponimo deriva dalla dogana eretta dai sammarinesi nel 1463 dopo la Guerra sammarinese per il pagamento dei dazi sulle merci provenienti da Rimini.

## Storia
Nel 1968, tramite l'istanza d'arengo per un disegno di legge, all'istituire una nuova curazia al Consiglio Grande e Generale che all'epoca venne approvata.
Alla cittadina il 19 aprile 2011 è stato dedicato un cratere di 41 km di diametro su Marte.

## Caratteristiche
Con circa 7 000 abitanti, risulta la città più popolosa dell'intera Repubblica, ragion per cui i suoi residenti hanno chiesto con un'istanza d'arengo (presentata al Consiglio Grande e Generale l'8 ottobre 2006 e respinta il 14 marzo 2007) la sua elezione a castello autonomo, comprendente le curazie (frazioni) di Dogana Bassa, Falciano e Rovereta, per scorporo dal castello di Serravalle.
Il codice di avviamento postale è 47891, così come quello delle curazie Falciano e Rovereta, mentre quello del capoluogo del Castello e delle rimanenti curazie è 47899.

## Monumenti e luoghi d'interesse
A Dogana si trova il Teatro Nuovo, il più grande di San Marino.

## Confine di Stato
Il confine di Stato con Cerasolo Ausa (Italia) passa su Fosso Marignano con un monumentale portale sulla Superstrada Rimini-San Marino inaugurata nel 1965.

## Infrastrutture e trasporti

### Ferrovie
Dal 1932 al 1944 ha operato la Ferrovia Rimini-San Marino, a scartamento ridotto, completamente finanziata dall'Italia fascista di Benito Mussolini in seguito alla stipula di una convenzione (1927) di esercizio fra i due stati. Fu distrutta il 26 giugno 1944 dai bombardamenti della Desert Air Force durante la Seconda guerra mondiale e smantellata fra il 1958 e il 1960.

## Sport

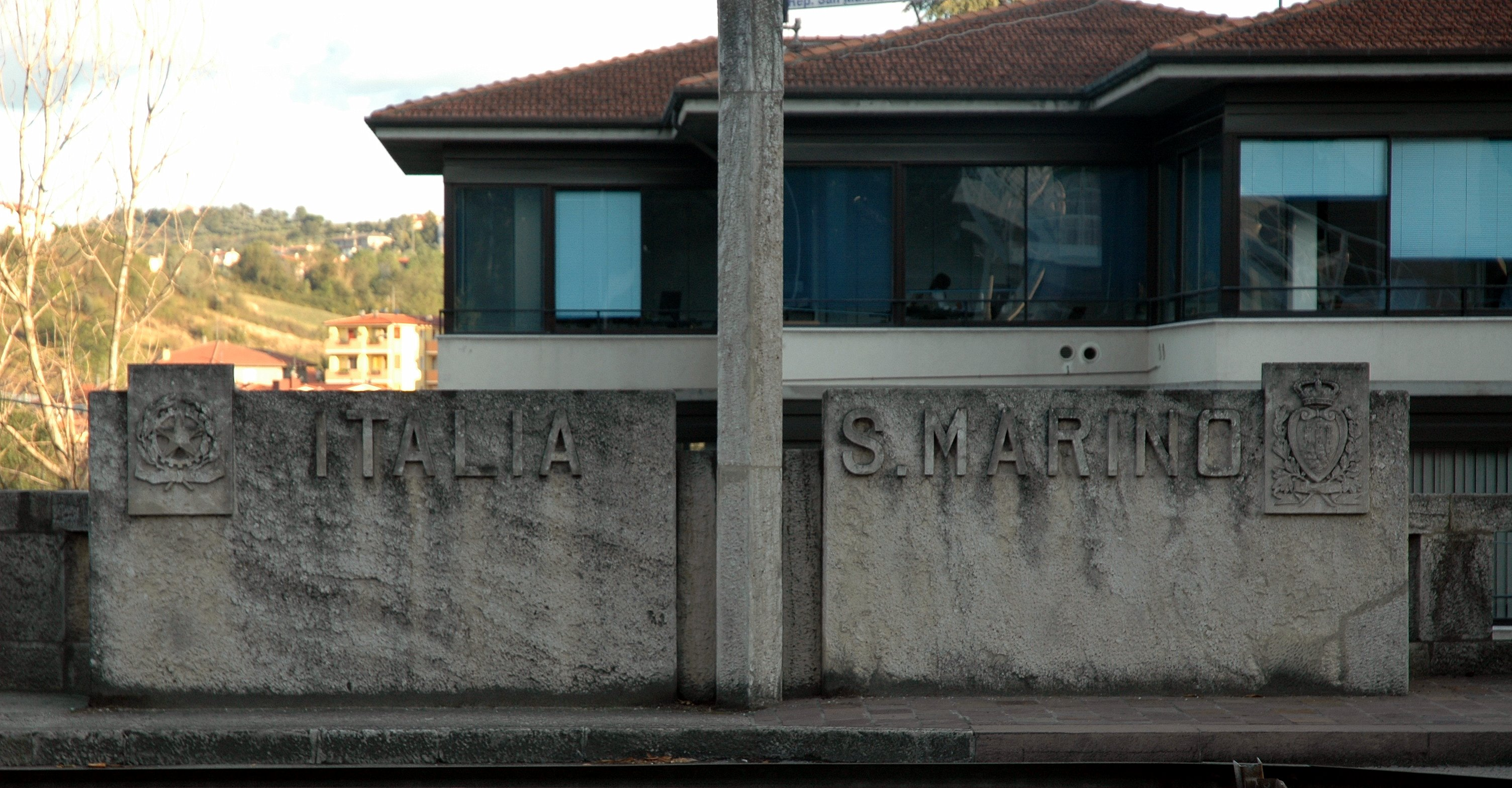
Confine di Stato tra San Marino e Italia nei pressi dell'abitato di Dogana

La squadra di calcio locale è l'A.C. Juvenes/Dogana, che milita nel Campionato di calcio sammarinese e in passato anche in quello italiano.